# 吳建龍
吳建龍（1988年9月5日—）為臺灣籃球教練、前運動員。吳建龍在超級籃球聯賽曾效力於東風老鷹、璞園建築、裕隆納智捷、台灣啤酒、金門酒廠，退役後在治平高中籃球隊擔任總教練。

## 外部連結
- 吳建龍的Instagram帳戶
- 吳建龍在fiba.basketball（英语）
- 吳建龍在archive.fiba.com（archived）（英语）
- 吳建龍在Eurobasket.com（球員）（英语）
- 吳建龍在RealGM（英语）